# Universität Transilvania Brașov
Die Universität Transilvania Brașov (rumänisch Universitatea Transilvania din Brașov) ist eine staatlich autonome Universität in Brașov in der Region Siebenbürgen, die auch namensgebend für die Universität ist.
Die Gründung erfolgte 1971, ihre Anfänge gehen jedoch auf das Institut für Forstwirtschaft aus dem Jahre 1948 zurück.
Schwerpunkt sind technische Fächer.

## Fakultäten
Es gibt 18 Fakultäten:
- Maschinenbau
- Wirtschaftsingenieurwesen
- Werkstoffkunde und -technik
- Elektrotechnik und Informatik
- Forstwirtschaft und -technik
- Möbeldesign und Holztechnik
- Bauingenieurwesen
- Mathematik und Informatik
- Wirtschaftswissenschaften
- Rechtswissenschaften
- Literatur
- Medizin
- Musik
- Psychologie und Erziehungswissenschaften
- Leibeserziehung und Bergsport
- Ernährung und Tourismus
- Produktdesign und Umwelt
- Soziologie und Kommunikationswissenschaft

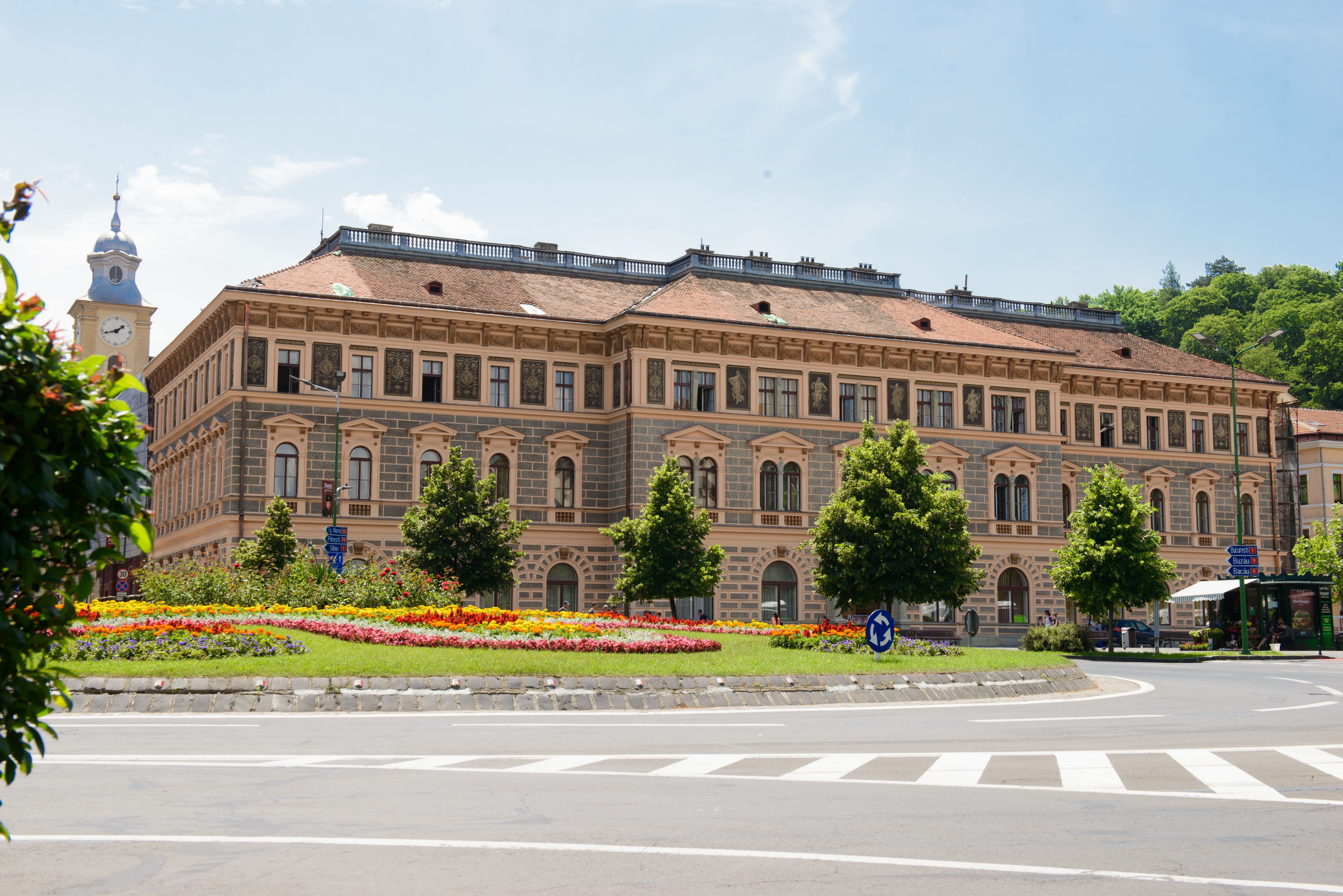
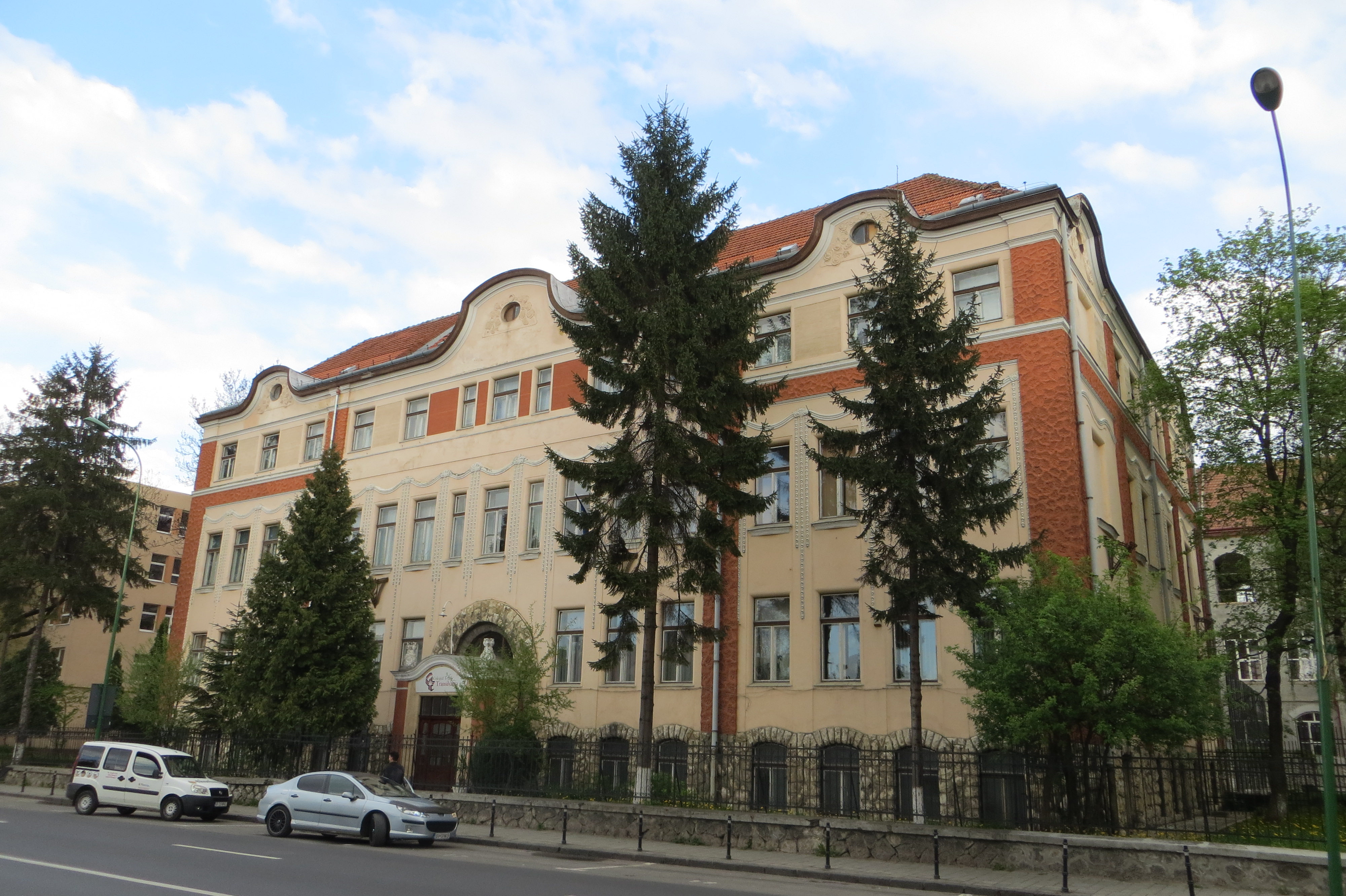
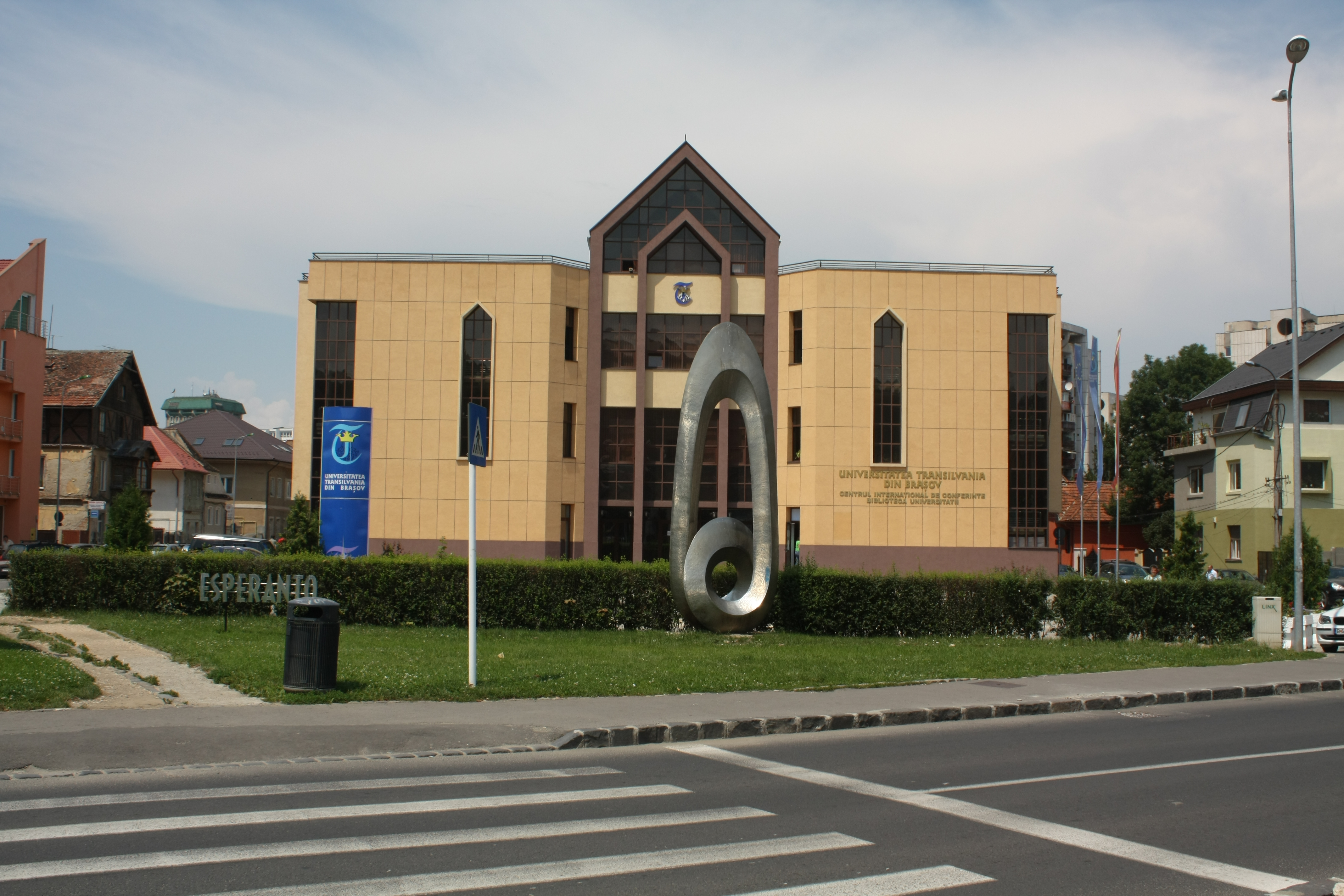
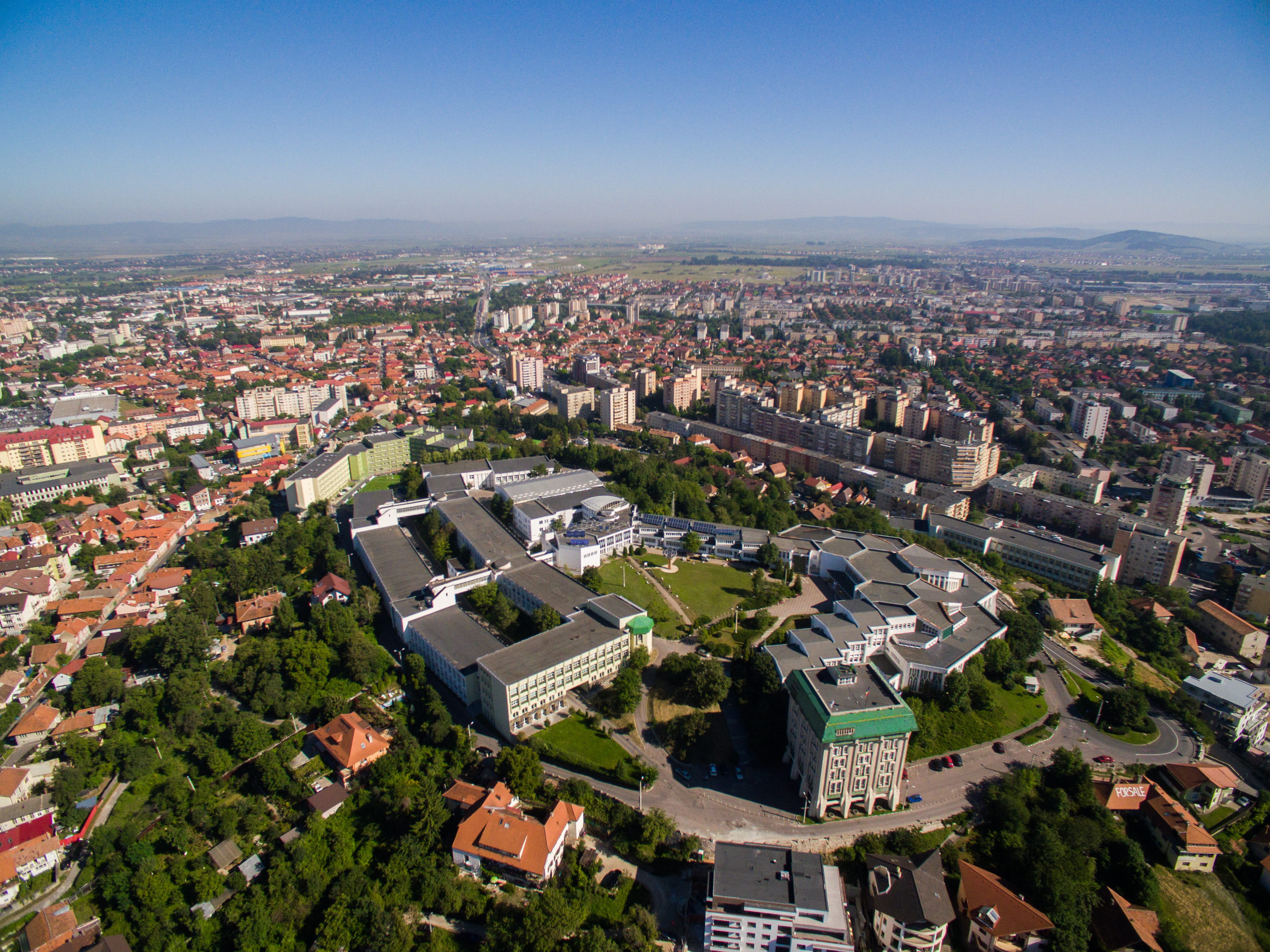